# Trottoarmålning

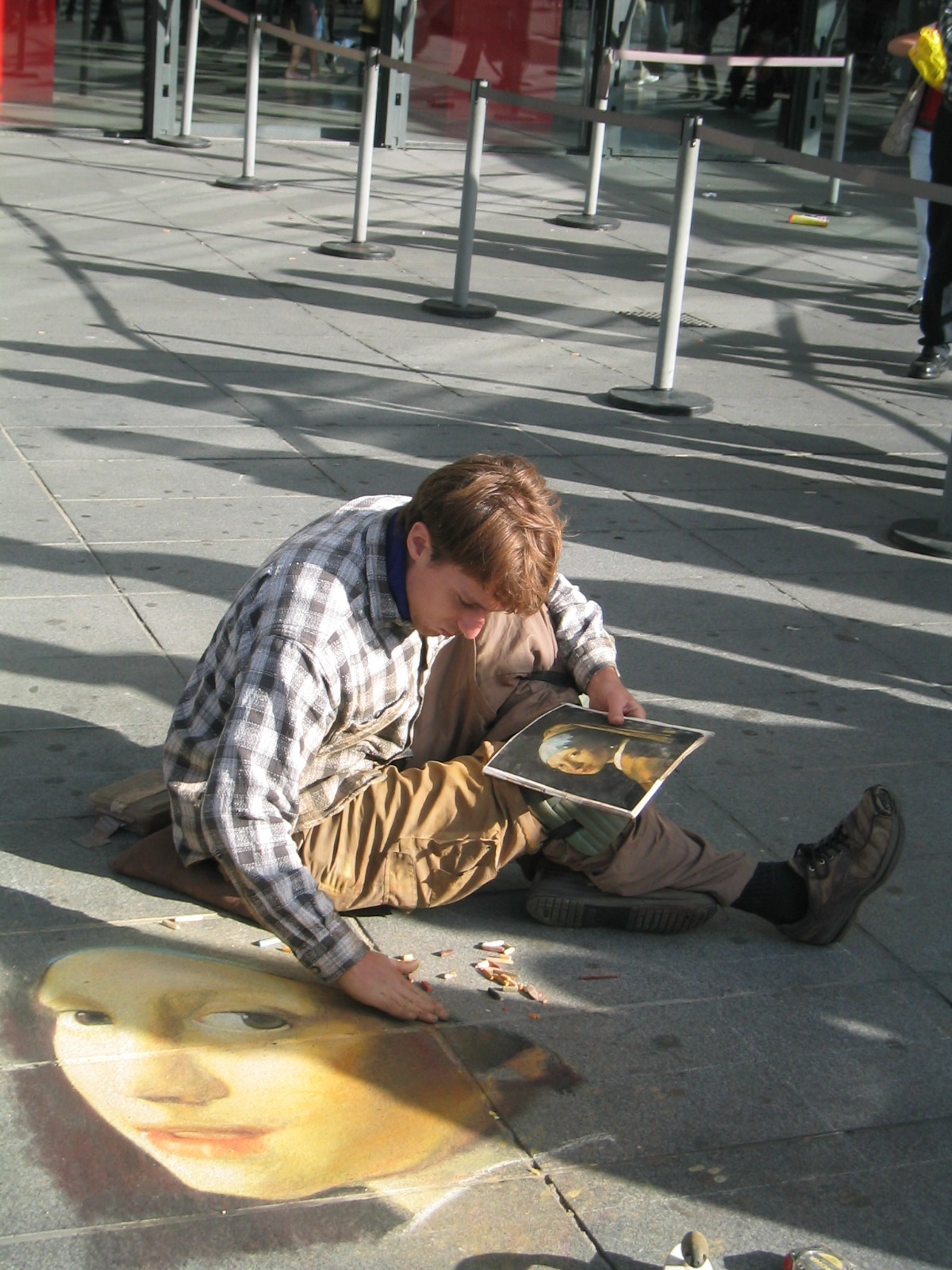
En trottoarmålare utanför Centre Pompidou, Paris, gör en kopia av Vermeers Het meisje met de parel ('Flicka med örhänge').

Trottoarmålning är en konstform som ofta utövas med pastellkritor på offentliga platser som torg, gångvägar och trottoarer. Målningen försvinner vanligen vid nästa regn eller gatustädning. Artisten kan samla in pengar av de förbipasserande.
Trottoarkonst har en lång tradition i Italien där så kallade madonnari började med temporära gatumålningar av Madonnan, jungfru Maria (därav namnet) redan på 1500-talet. På gränsen till att helt försvinna har den i Europa kommit tillbaka och spritt sig först efter andra världskriget.

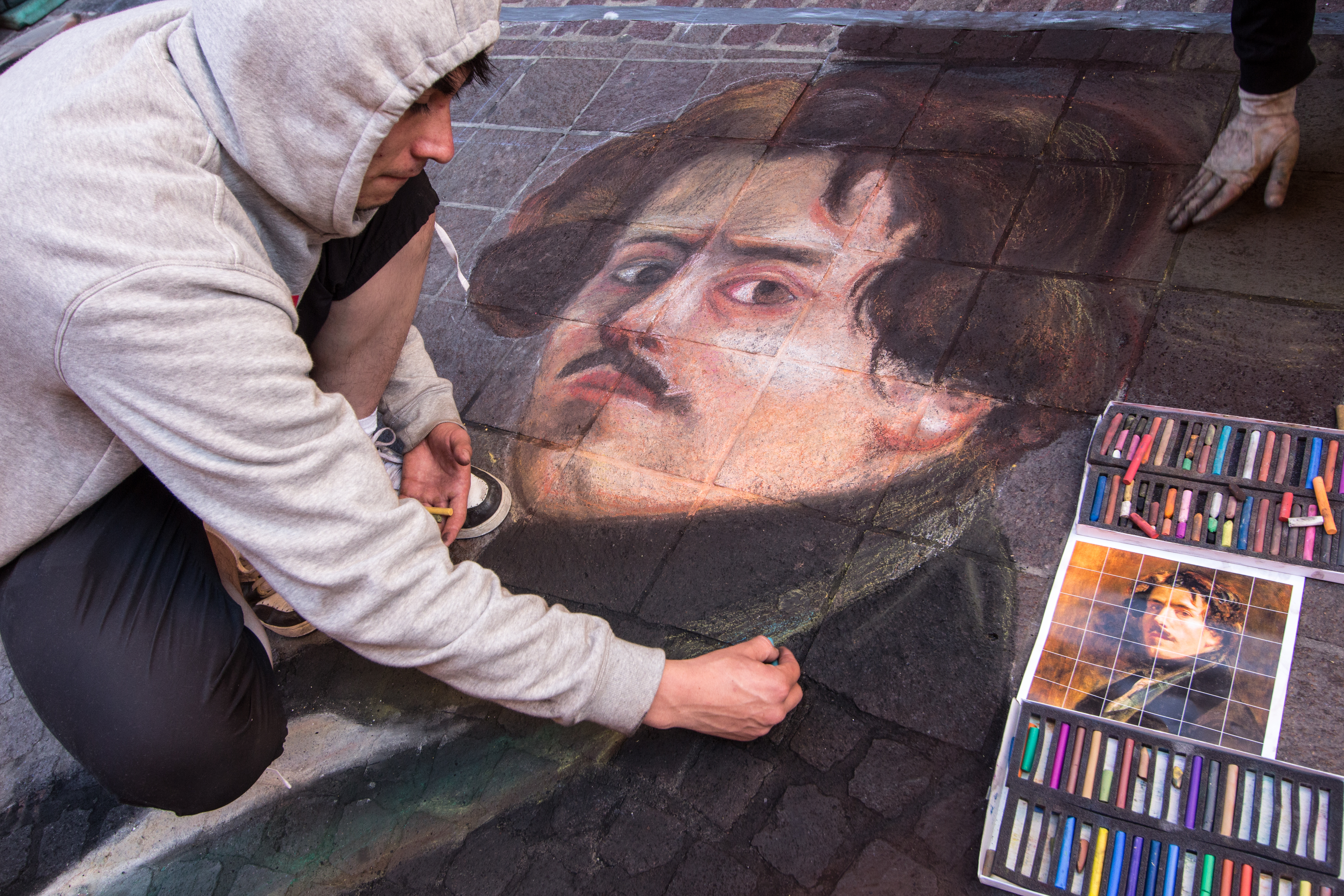
En trottoarmålare i Guanajuato i Mexiko gör en kopia av Eugène Delacroix's självporträtt.

Motiven kan påminna om den så kallade hötorgskonstens, men har på senare år genomgått en kvalitetshöjning. Orsaken till detta kan vara att unga obemedlade konststudenter tagit upp aktiviteten som en extraförtjänst. Så kallade trompe d'oeil-motiv i stort format har blivit populära.
I Kina förekommer det att gatukalligrafer kalligraferar direkt på trottoaren, ibland med färg men ofta bara med vatten — det senare förstås en snabbt bortdunstad konst.

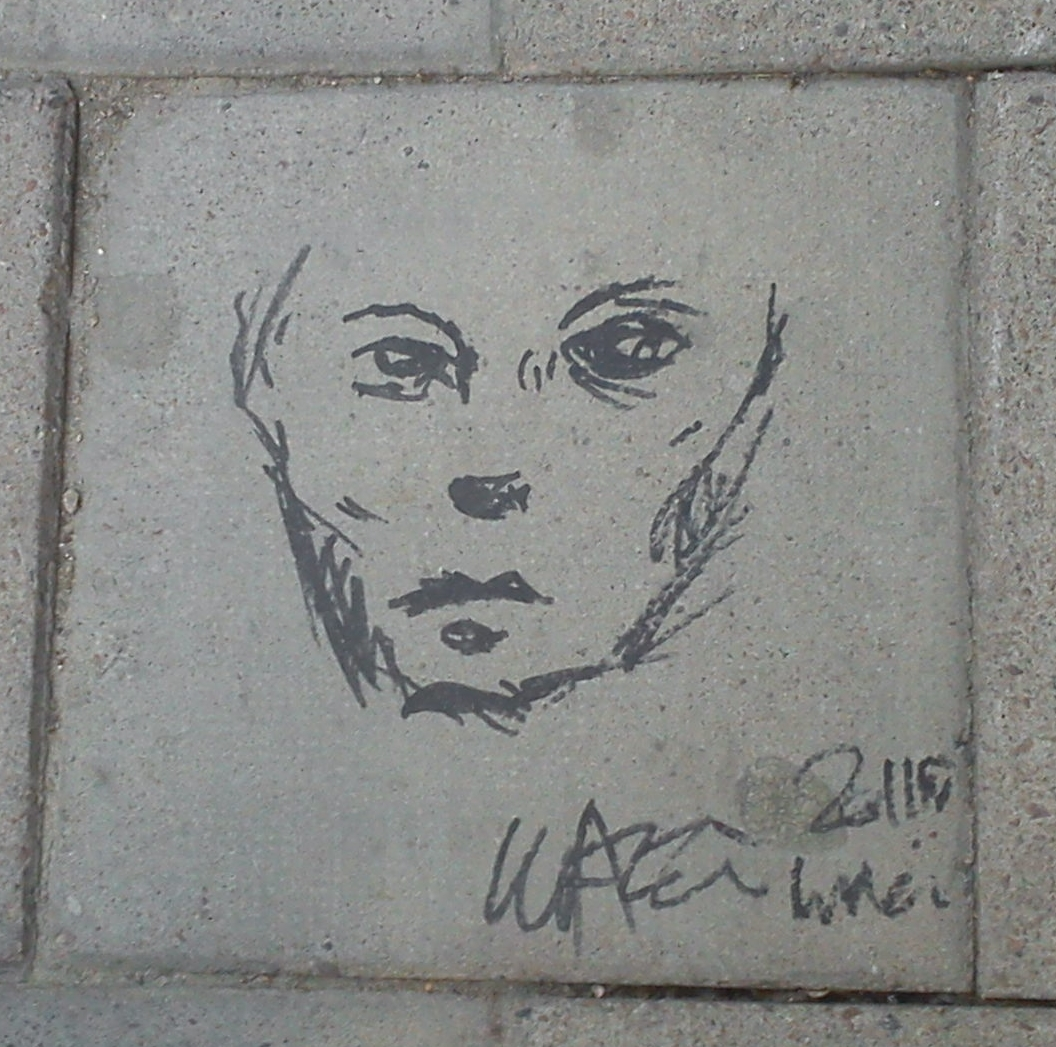
Trottoarmålning i enkel form, Södermalm, Stockholm